# Nymphula adiantealis
Nymphula adiantealis là một loài bướm đêm trong họ Crambidae.